# Trouver une victime
Trouver une victime (Find a Victim) est un roman noir américain de Ross Macdonald paru en 1954. C'est le cinquième roman de la série ayant pour héros le détective privé Lew Archer.

## Résumé
Non loin de Las Cruces, Lew Archer découvre sur le bas-côté de la route qui longe une base des Marines désaffectée, un auto-stoppeur en sang, blessé par balles. Il le transporte dans un hôtel non loin de là, le Kerrigan’s Court. Les deux hommes attendent une ambulance. Le couple chargé de l'établissement connaît la victime, Tony Aquista, et ne semble pas s'en réjouir. La patronne, belle et effrayée, fait la gueule ; son mari, un violent, adopte une mine patibulaire. D'origine mexicaine, Acquista, employé d'une société de transport appartenant au notable local, était chargé d'un nouveau camion qui a disparu avec sa précieuse cargaison d'alcool. Il finit par mourir de ses blessures. 
Lew Archer cherche à savoir ce que cache cette affaire, notamment les raisons de ce chargement, alors que son destinataire vient de vendre son débit de boisson. La police se fait un malin plaisir à lui mettre des bâtons dans les roues. Il semble que la petite communauté de Las Cruces soit une ville abandonnée aux mains de la pègre à l'instigation de ses notables corrompus. Et voilà que la fille des gérants du motel disparaît et paraît introuvable. Archer se sent bien seul dans ses tentatives pour rétablir la justice.

## Éditions
Édition originale américaine
- (en) Ross Macdonald, Find a Victim, New York, Knopf, 1954 (OCLC 676709602)

Éditions françaises
- (fr) Ross Macdonald (auteur) et Igor B. Maslowski (traducteur), Vous qui entrez ici [« Find the Victim »], Paris, Presses de la Cité, coll. « Un mystère no 202 », 1954, 219 p. (BNF 32403289)
- (fr) Ross Macdonald (auteur) et Igor B. Maslowski (traducteur) (trad. de l'anglais), Vous qui entrez ici [« Find the Victim »], Paris, 10/18, coll. « Grands détectives no 3280 », 2001, 222 p. (ISBN 2-264-03201-4, BNF 37216316)
- (fr) Ross Macdonald (auteur) et Jacques Mailhos (traducteur) (trad. de l'anglais), Trouver la victime [« Find the Victim »], Paris, Éditions Gallmeister, coll. « Totem no 42 », 2014, 272 p. (ISBN 978-2-35178-542-3, BNF 43805817) Cette dernière traduction est la seule à donner le texte intégral auparavant largement tronqué dans la traduction française.

## Sources
- (en) Tom Nolan (préf. Sue Grafton), Ross Macdonald : a biography, New York, NY, Scribner, 1999, 496 p. (ISBN 0-684-81217-7 et 978-0-684-81217-5, OCLC 40180979)